# ۳۰۴ (میلادی)

## رویدادها
- فینکورماکوس پادشاه اسکاتلند شد.
- خیزش بزرگ وو هو (بربرها) در چین، هون لیو یوآن پادشاهی هان را در چین مستقر ساخته و با این کار دوران شانزده دودمان آغاز شد.
- سیچوآن از چین جدا و مستقل شد.
- دیوکلتیان، امپراتور روم، به بیماری‌ای مهلک مبتلا شد.

## مرگ‌ها
- مارسلینیوس، پاپ کلیسای کاتولیک روم

## فرمانروایان
‎